# Moving head

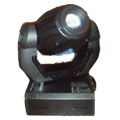
Een moving head

Een moving head is een schijnwerper die wordt gebruikt als podiumverlichting bij evenementen en tv-programma's.

## Beschrijving
De bewegingsvrijheid is  bij een moving head groter dan bij een scanner, maar de grootte en het gewicht zijn ook groter. Voor het aansturen van moving heads wordt vaak het DMX-protocol gebruikt, maar er kan ook gebruikgemaakt worden van de ingebouwde bewegingen of bewegingen op muziek door middel van ingebouwde microfoons. De hoeveelheid DMX-kanalen kan uiteenlopen van eenvoudige moving heads tot moving heads met dertig kanalen voor professioneel gebruik. Dat wil zeggen dat deze moving heads meer functies hebben ten opzichte van de simpelere uitvoering.

### Pan Inversion Mode
Bij het gebruik van de besturingen kan op sommige modellen een "Pan Inversion Mode" gebruikt worden. Dat houdt in dat de moving head de horizontale bewegingen omkeert. Daardoor bewegen de twee of meer moving heads in tegengestelde richting. Hiervan wordt vaak gebruikgemaakt in kleinere ruimten.

### Soorten
Er is verschil tussen spot moving heads en wash moving heads. De eerste heeft een smalle lens en kan gebruikmaken van gobo's om figuren aan de lichtstraal te geven. De laatste heeft een grote lens en kan grote oppervlakten verlichten. Deze hebben geen gobo's maar wel een kleurenschijf of CMY-kleurmenging. Ook zijn er skybeamers, grote moving heads die tot soms wel dertig kilometer ver kunnen schijnen. Deze kunnen soms gobo's of kleuren hebben.